# Pinturicchio
Pinturicchio, eredeti nevén Bernardino di Betto Betti (Perugia, 1452 k. – Siena, 1513. december 11.) itáliai reneszánsz festő. Pinturicchio vagy Pintoricchio  művészneve kis testalkatából származik, amelyet ő maga tett a magáévá azzal, hogy néhány művet aláírt vele. Giorgio Vasari az 1568-as Le Vitéjében Bernardino Pinturicchio néven írta le életrajzát, a záró részben Nicolò Alunnót di Folignót is megemlítve.
Teljes értékű művész, aki képes volt elsajátítani a táblaképfestészet, a freskó- és a miniatúraművészetet is, és kora legjelentősebb személyiségeinek dolgozott. A tizenötödik század második fele umbriai iskolájának egyik nagy mestere volt.

## Élete
Valószínűleg Fiorenzo di Lorenzo umbriai festő tanítványa volt, azután Rómában Peruginóval a vatikáni Sixtus-kápolna két freskóját készítette el. Csakhamar nagy elismertségre tett szert, és a pápai családok elhalmozták megrendeléseikkel. 1498 körül visszatért Umbriába és az ottani városok templomai számára oltár- meg freskóképeket festett. 1501-ben a spellói székesegyház egyik kápolnáját díszítette falképekkel. 1502-ben Piccolomini bíboros a sienai székesegyház könyvtárának kifestésével bízta meg. 1507-ben fejezte be ezen legkiválóbb művét, amely tíz nagy, kitűnő állapotban fennmaradt festményen II. Piusz pápa (született Aeneas Sylvius Piccolomini) történetét ábrázolta. Állítólag az ifjú Raffaello is közreműködött készítésüknél.